# Vénus de Martres
La Tête de déesse dite Vénus de Martres est une réplique romaine de l'Aphrodite de Cnide, sculpture grecque réalisée par Praxitèle, conservée au musée Saint-Raymond de Toulouse et datée du Ier siècle environ.

## Historique de l'œuvre
Elle a été découverte en 1826 sur le site de la villa romaine de Chiragan à Martres-Tolosane. Elle est exposée au premier étage du musée Saint-Raymond sous le numéro d'inventaire Ra 52 (anciennement Inv. 30328).

## Description

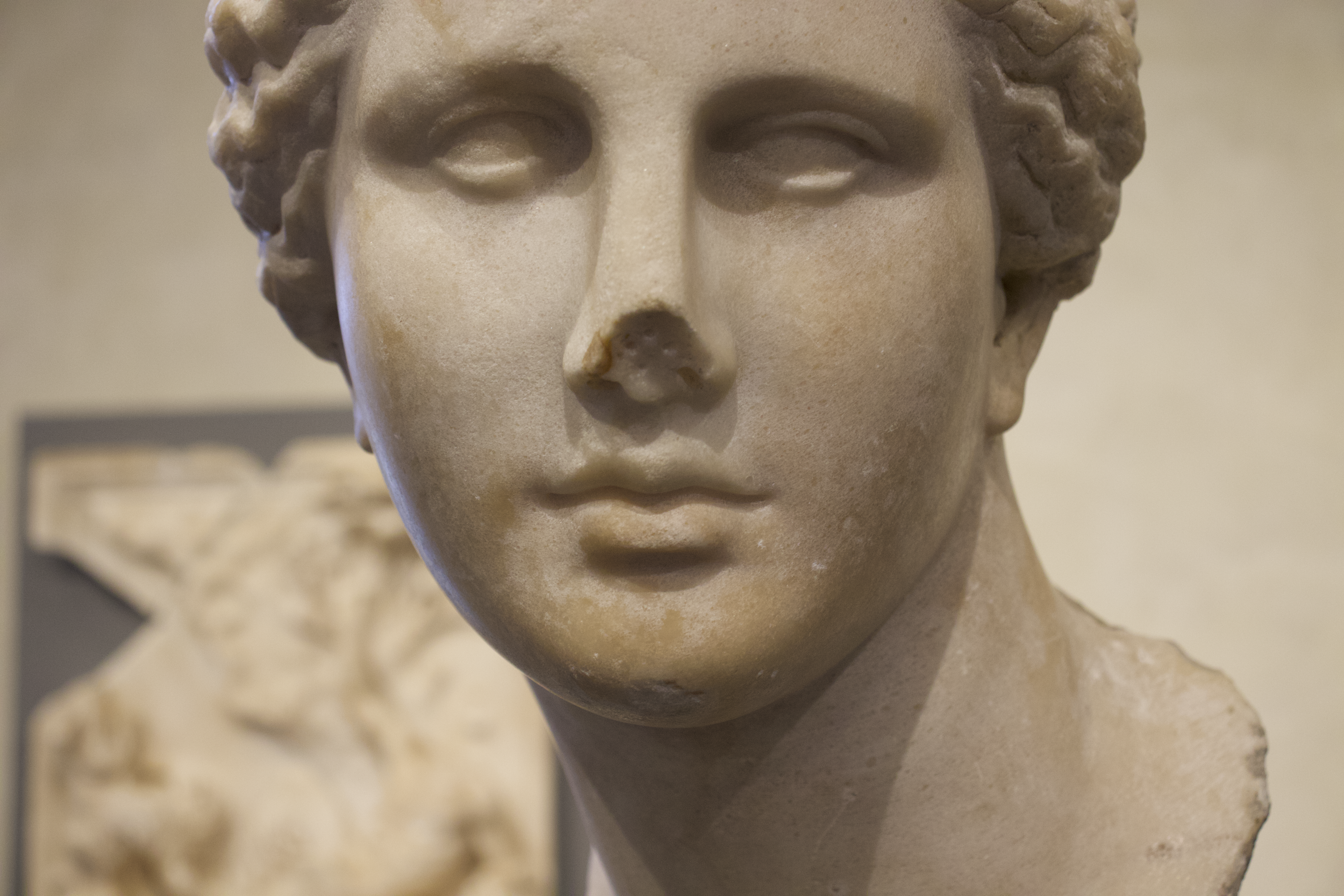
Vénus de Martres (détail)

Cette tête en marbre de Paros, selon une étude réalisée en 2011, présente un bon état de conservation général, seule l'extrémité du nez ayant souffert. La forme de la base laisse supposer qu'elle faisait partie d'un buste ou bien d'une statue. Une bandelette passe deux fois autour de la tête, ramenant les cheveux ondulées séparés par une raie médiane vers l'arrière et les rassemblant en chignon. Son visage présente une légère asymétrie au niveau des yeux.  
Dans son catalogue de 1828, Alexandre Du Mège l'identifie comme étant une représentation de Vénus, déesse de l'amour : « L'imitation de la nature dans ce qu'elle a produit de plus parfait, et le beau idéal même, n'auraient pu représenter sous de plus admirables formes, cette déesse que Lucrèce a nommé la Volupté des Hommes et des Dieux. »
En 1865, Ernest Roschach la considère plutôt comme une représentation de Diane : « On en pourrait aussi bien en faire une Diane. Il semble même que la beauté fière du visage et l'énergique développement des muscles du cou justifie plutôt cette dernière attribution et trahissent la chaste déesse, habituée à courir les bois et à respirer à pleins poumons les brises fortifiantes des montagnes. »
Il existe de nombreuses répliques de la célèbre sculpture de Praxitèle que Pline l'Ancien plaçait au-dessus de toutes les œuvres de la terre, on peut rapprocher la Vénus de Martres à celle de Médicis, d'Arles et de Milo.

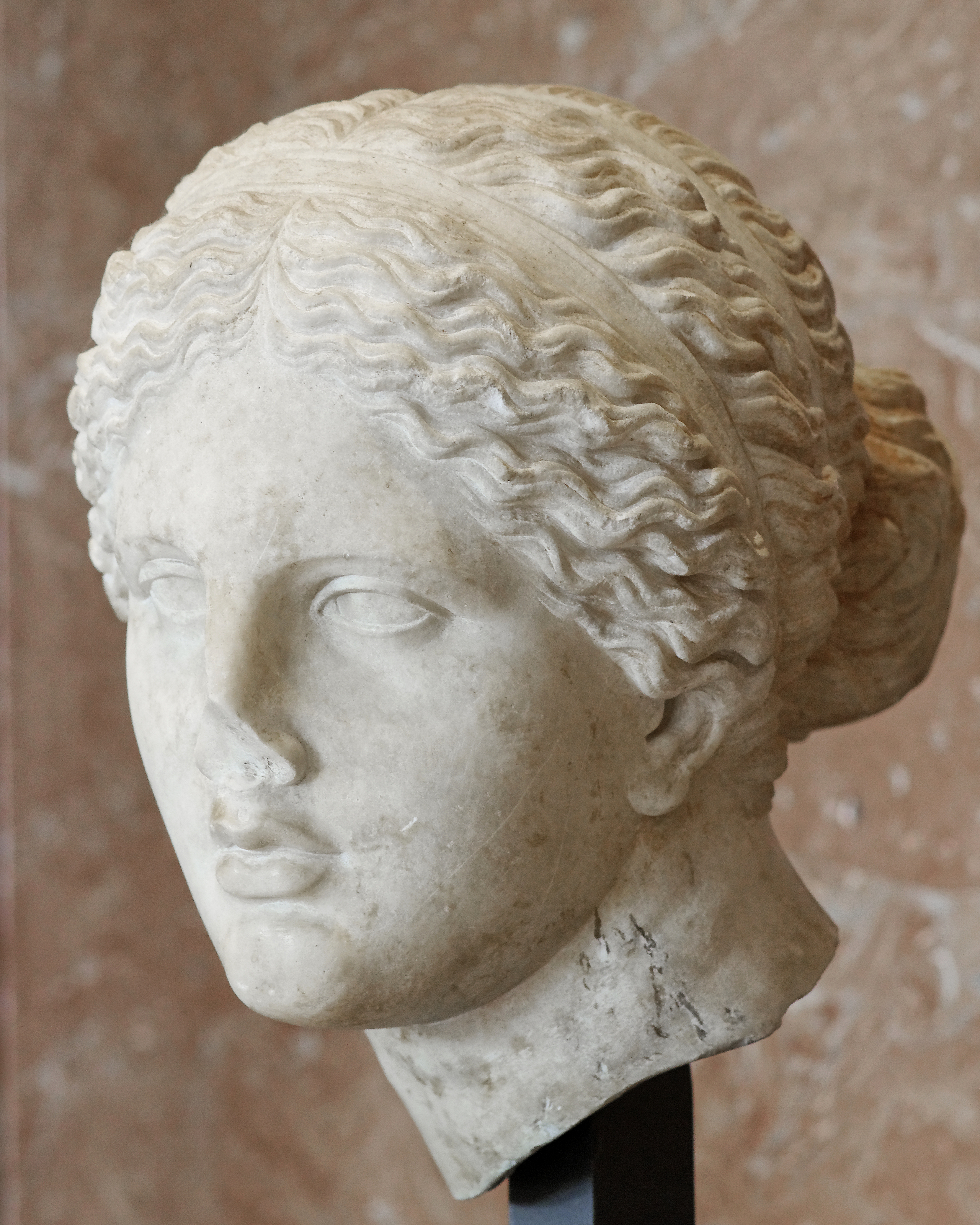
Tête féminine du type de l'Aphrodite de Cnide, musée du Louvre
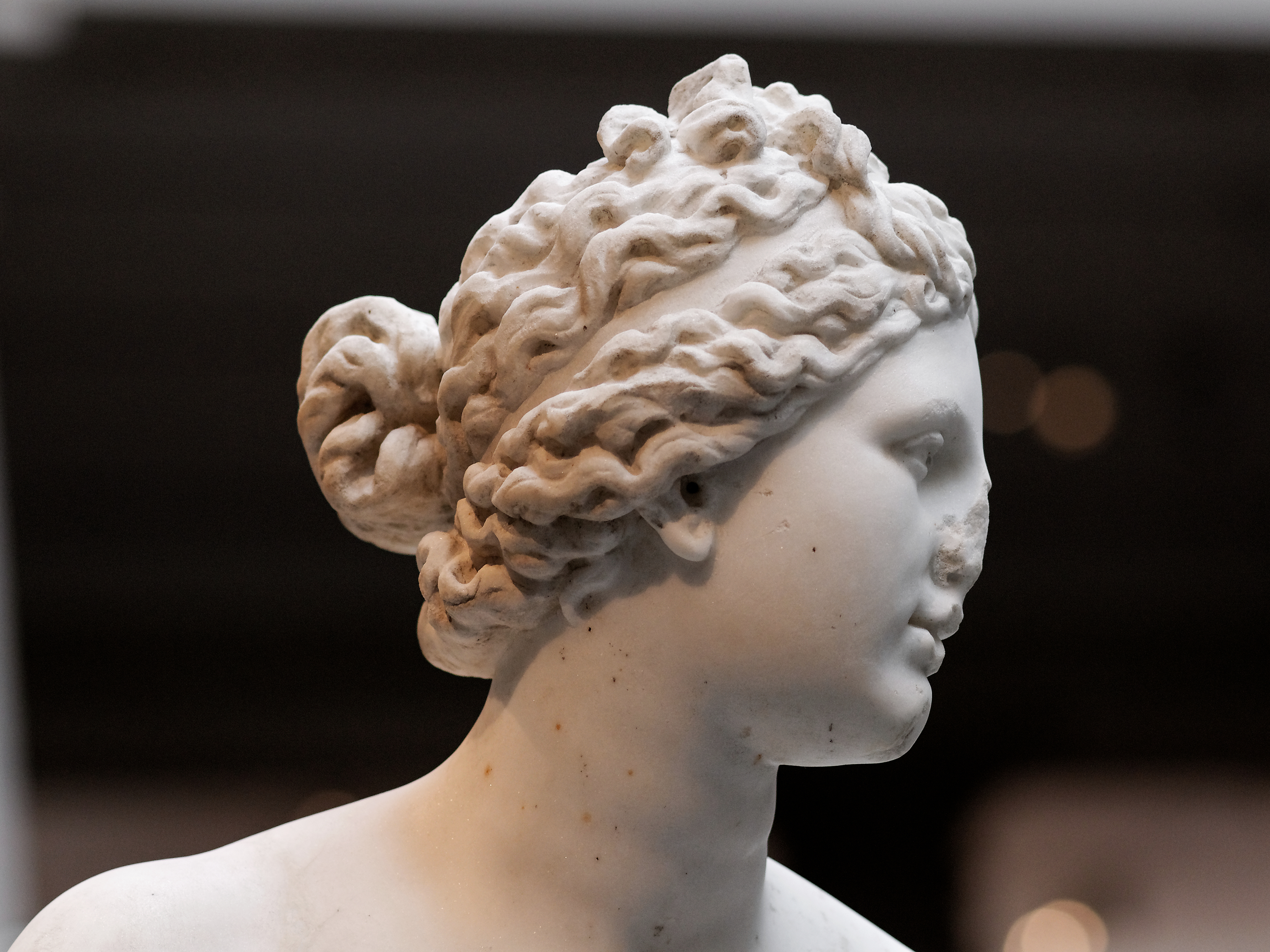
Aphrodite Médicis, Metropolitan Museum of Art (détail)
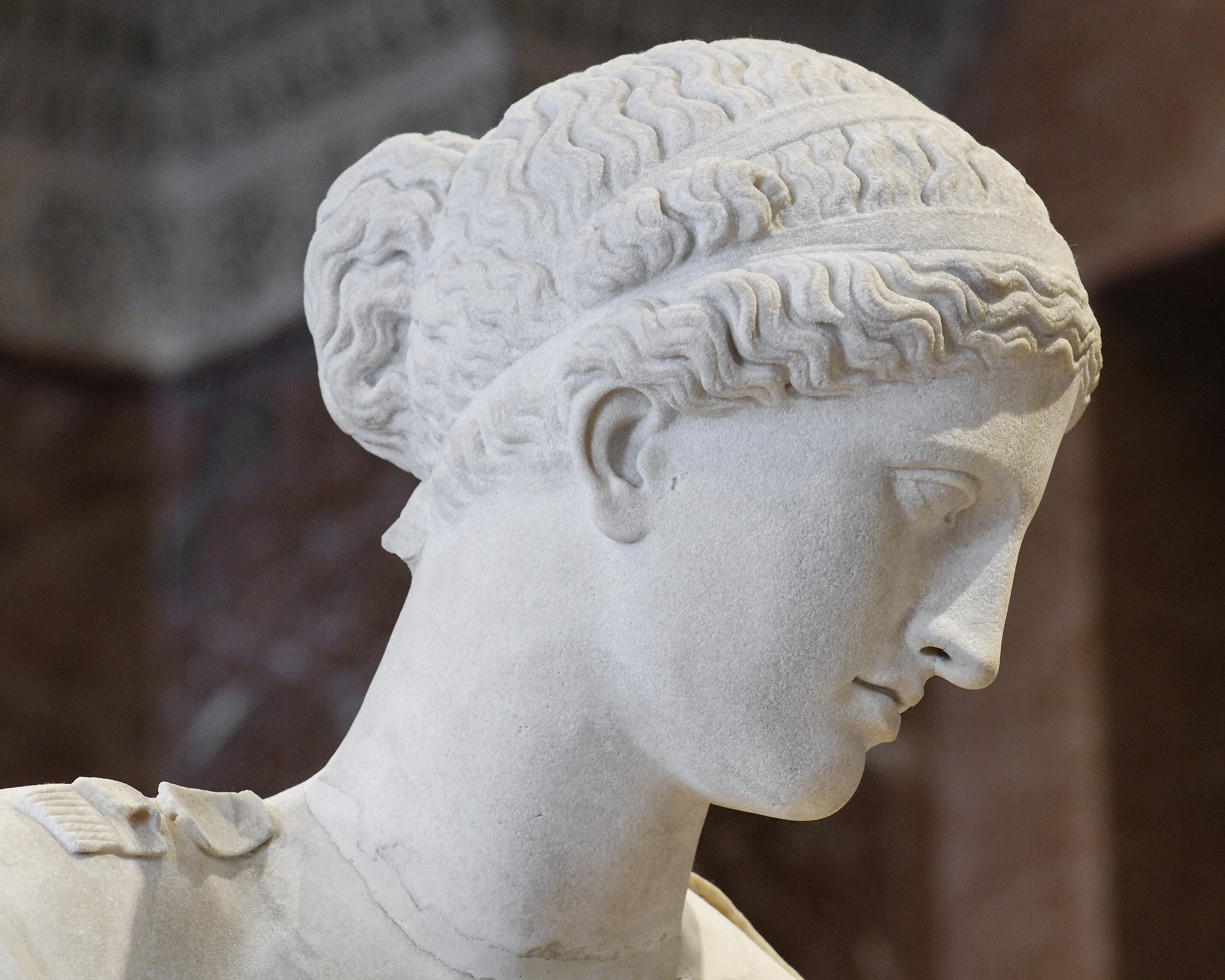
Vénus d'Arles, musée du Louvre (détail)
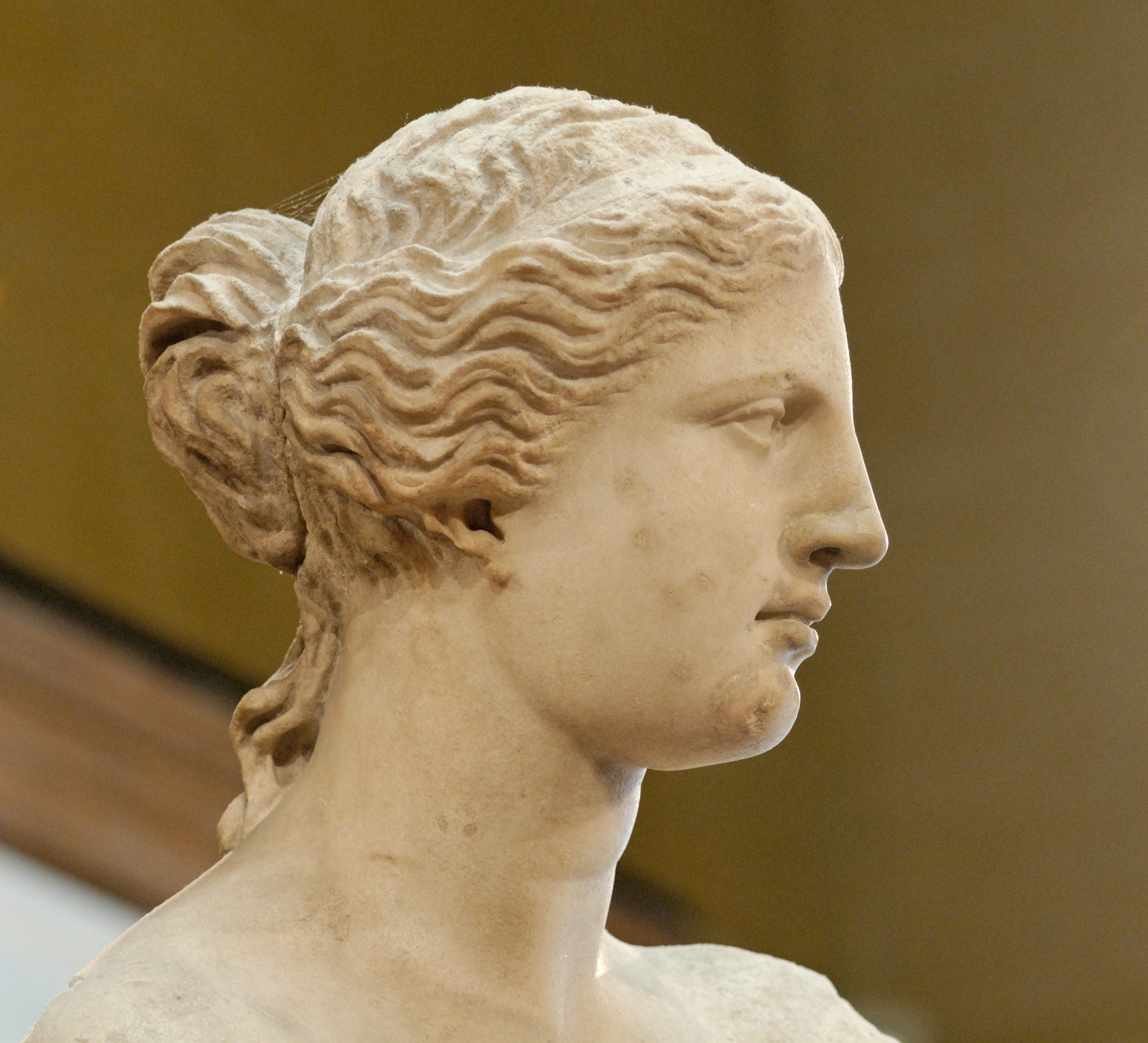
Vénus de Milo, musée du Louvre (détail)

## Notes et références

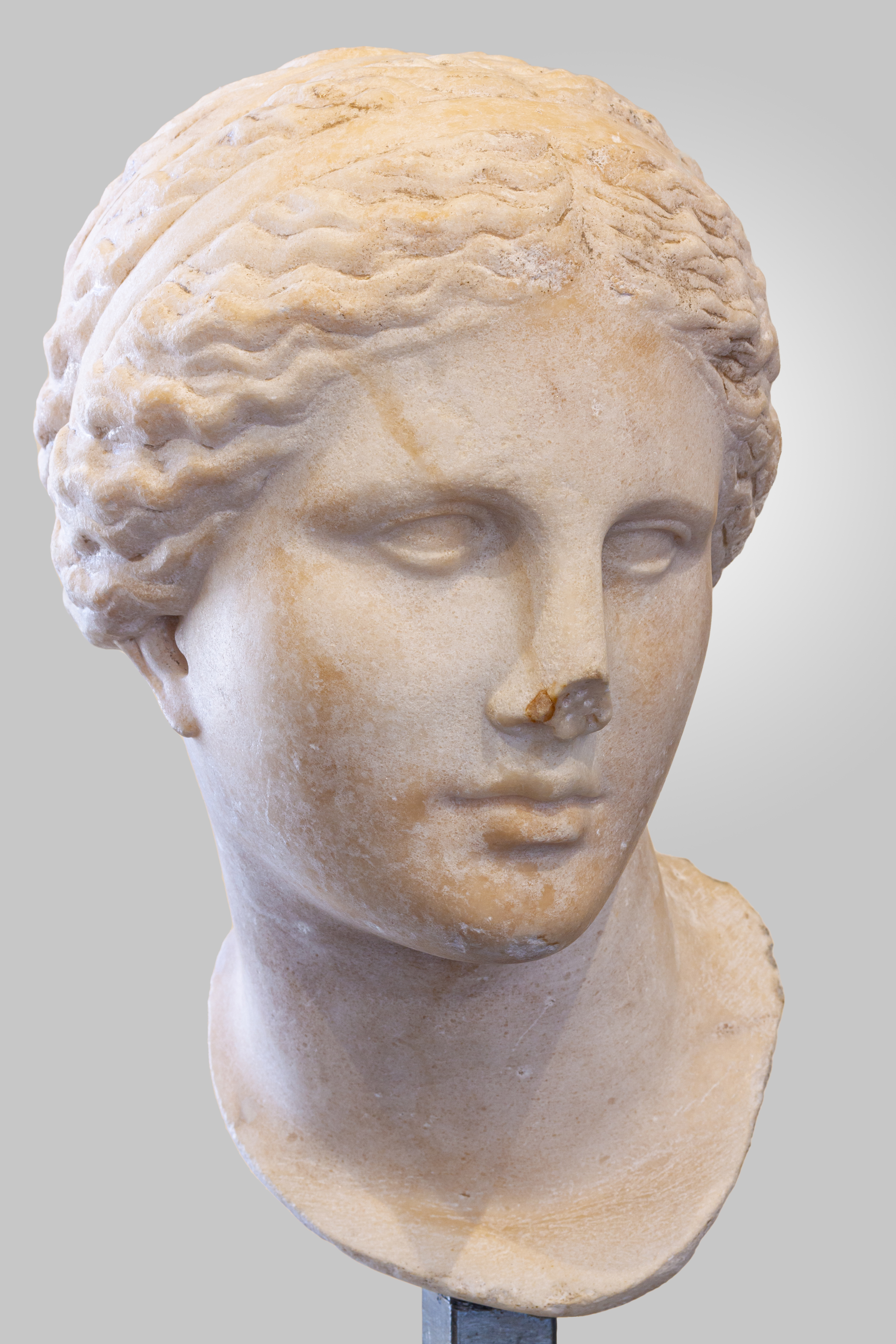
La Vénus de Martres vue de face

## Expositions
- Musées en balade, Musée archéologique d'Eauze, novembre-décembre 1997